# Кечуа (народ)
Ке́чуа (кечва; Qhichwa, Runa) — індіанський народ, який проживає в Південній Америці (Перу, Болівія, Еквадор, Аргентина, Колумбія, Чилі) і є спадкоємцем культурної традиції держави інків Тауантінсую. Чисельність за останніми даними приблизно 25 245 000 осіб: 13 887 073 осіб в Перу, 6 018 691 осіб в Еквадорі, 3 821 820 осіб в Болівії, 1 469 830 осіб в Аргентині, 39 100 осіб в Колумбії та 8 480 осіб в Чилі. Кечуа становлять 47 % населення Перу, 41,3 % Еквадору і 37,1 % Болівії. Багато кечуа (особливо в північних і центральних частинах Перу та в Еквадорі) перейшли на іспанську мову, тому наведена тут чисельність представників народу кечуа може не збігатися з чисельністю носіїв мови кечуа у даних країнах. Так, чисельність носіїв кечуа в Еквадорі оцінюється в 2 137 520 осіб, а також в 2,2 млн осіб, але ніяк не більше 2,5 млн.

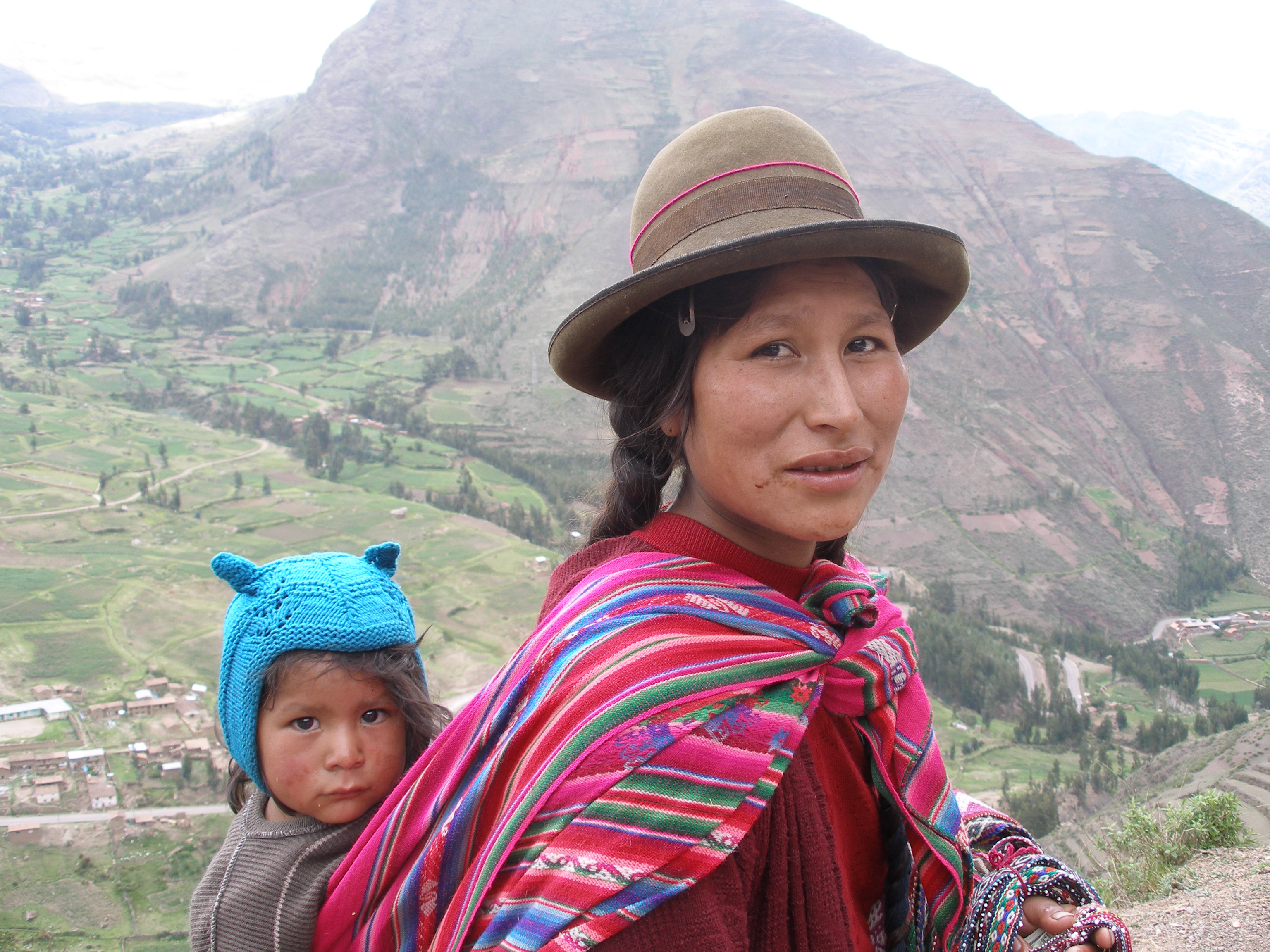
Жінка-кечуа з дитиною в Перу

В радянській етнографії були прийняті цифри, за якими в 80-ті та 90-ті роки XX століття кечуа становили 34 % населення в Перу, 39 % в Еквадорі та 33 % в Болівії. Але відтоді нові дані не наводяться, і в енциклопедіях залишилась цифра 14,87 мільйона чоловік, яка є оціночною на кінець 80-х — початок 90-х років. Якщо застосувати таке ж відсоткове співвідношення до сучасних даних, то населення кечуа в цих трьох країнах на 2009 рік мало б становити 19 мільйонів 129 тисяч чоловік, до якого ще необхідно додати населення кечуа в Аргентині, Чилі та Колумбії (на кінець 80-х — початок 90-х років воно оцінювалось в 0,4 мільйона чоловік). Стосовно Перу ці дані підтвердились результатами перепису 1993 року, за яким кечуа в цій країні становила понад 36 % населення, або приблизно 8 мільйонів осіб, при тому що чисельність носіїв мови кечуа за даними цього перепису не доходила й до 4 мільйонів осіб.
До моменту завоювання іспанцями — найбільш могутній із народів Америки. За критеріями археології Старого Світу, культура кечуа стояла тоді на великій висоті, ніж культури ацтеків і мая в Мексиці, так як, на відміну від останніх, які знаходились у халколіті, вступила у бронзову добу
В основі соціальної організації кечуа лежить община-айлью (ayllu), яка називається також індіанською общиною (comunidad indígena) та селянською общиною (comunidad campesina), яку об'єднує кровна спорідненість, загальна територія та трудова взаємодопомога членів общини (ayni) та общинний розподіл плодів матері-землі, а також культ шанування загального тотемного предка (wak'a). Найдавнішими общинами кечуа, про які ще збереглась пам'ять, були Янауара, Чумпіуїлька, Котанера, Котапампа и Умасую. Нині нараховується багато тисяч общин кечуа. Лише в Перу в 2007 році нараховувалось понад 6 тисяч офіційно визнаних селянських общин кечуа та аймара, і їхнє число постійно збільшується (в 1940 році їх було 4.623, в 60-ті роки XX століття понад 5 тисяч, а перепис 1993 року зареєстрував 5859 селянських общин з населенням 807 .834 чоловік). В Болівії в 1950 році було 3779 общин.
Основні заняття — землеробство та скотарство, іноді робота по найму в гірничорудній галузі, а також як домашня прислуга.